# Sarah Burns
Sarah Burns (Long Island, 26 luglio 1981) è un'attrice statunitense.
Ha ottenuto ruoli di rilievo in produzioni televisivi come Enlightened - La nuova me e film come A cena con il lupo - Werewolves Within.

## Biografia
Nata e cresciuta a Long Island, a partire dagli anni '90 Burns pratica improvvisazione teatrale in maniera regolare presso l'Upright Citizens Brigade Theatre. Dopo aver lavorato come doppiatrice al videogioco Last Call nel 2000, Burns debutta come attrice nel 2004, iniziando con alcuni cortometraggi. A partire dal 2007 ottiene alcuni ruoli minori in produzioni televisive e cinematografiche. Ottiene il suo primo ruolo di rilievo nella serie TV Enlightened - La nuova me, in cui interpreta uno dei personaggi principali della trasmissione. Nel 2013 entra a far parte del cast della serie comica Drunk History, in cui interpreta vari personaggi. Negli anni successivi interpreta vari ruoli ricorrenti in serie TV di successo come Le regole del delitto perfetto e Big Little Lies - Piccole grandi bugie, oltre a continuare a lavorare nel cinema, perlopiù in ruoli secondari. Nel 2021 figura nel cast principale della commedia horror A cena con il lupo - Werewolves Within, film che raggiunge lo status di pellicola tratta da un videogioco più apprezzata di sempre dalla critica di settore.

## Filmografia

### Cinema
- Serial, regia di Kevin Arbouet e L.J. Strong (2007)
- I Love You, Man, regia di John Hamburg (2009)
- Poliziotti fuori - Due sbirri a piede libero (Cop Out), regia di Kevin Smith (2010)
- Monogamy, regia di Dana Adam Shapiro (2010)
- Amore a mille... miglia (Going the Distance), regia di Nanette Burstein (2010)
- Tre all'improvviso (Life as We Know It), regia di Greg Berlanti (2010)
- A.C.O.D. - Adulti complessati originati da divorzio (A.C.O.D.), regia di Stu Zicherman (2013)
- Non dico altro (Enough Said), regia di Nicole Holofcener (2013)
- Grandma, regia di Paul Weitz (2015)
- Slow Learners, regia di Don Argott e Sheena M. Joyce (2015)
- Cognati per caso (Brother Nature), regia di Oz Rodriguez e Matt Villines (2016)
- L'amore criminale (Unforgettable), regia di Denise Di Novi (2017)
- Desperados, regia di Lauren Palmigiano (2020)
- Eat Wheaties!, regia di Scott Abramovitch (2020)
- A cena con il lupo - Werewolves Within, regia di Josh Ruben (2021)
- Unfrosted - Storia di uno snack americano (Unfrosted), regia di Jerry Seinfeld (2024)

### Televisione
- Bronx World Travelers – serie TV, 1 episodio (2007)
- Flight of the Conchords – serie TV, 1 episodio (2007)
- Party Down – serie TV, 1 episodio (2010)
- Enlightened - La nuova me (Enlightened) – serie TV, 16 episodi (2011-2013)
- Ben and Kate – serie TV, 1 episodio (2013)
- The New Normal – serie TV, 1 episodio (2013)
- Drunk History – serie TV, 8 episodi (2013)
- Friend Us – serie TV, 1 episodio (2013)
- The Mindy Project – serie TV, 1 episodio (2013)
- Garfunkel and Oates – serie TV, 2 episodi (2014)
- New Girl – serie TV, 1 episodio (2015)
- Married – serie TV, 8 episodi (2015)
- Le regole del delitto perfetto (How to Get Away with Murder) – serie TV, 10 episodi (2015)
- Big Little Lies - Piccole grandi bugie (Big Little Lies) – serie TV, 6 episodi (2017)
- Wet Hot American Summer: Ten Years Later – miniserie TV, 8 puntate (2017)
- Speechless – serie TV, 1 episodio (2017)
- Do You Want to See a Dead Body? – serie TV, 1 episodio (2017)
- The 5th Quarter – serie TV, 1 episodio (2018)
- Oversharing, regia di Corey Creasey e Ian Kibbey – film TV (2018)
- Me, Myself and I – serie TV, 3 episodi (2018)
- American Vandal – serie TV, 6 episodi (2018)
- Barry – serie TV, 13 episodi (2019-2023)
- Hot Spot – miniserie TV, una puntata (2020)
- Aunty Donna's Big Ol' House of Fun – serie TV, 1 episodio (2020)
- Immoral Compass – serie TV, 1 episodio (2021)

### Videogiochi
- Last Call (2000) – solo voce
- Before Your Eyes (2021) – solo voce

## Doppiatrici italiane
Nelle versioni in italiano delle opere in cui ha recitato, Sarah Burns è stata doppiata da:
- Alida Milana in Tre all'improvviso, Desperados
- Sara Ferranti in Le regole del delitto perfetto, Barry
- Roberta De Roberto in Amore a mille... miglia
- Emanuela Damasio in Enlightened - La nuova me
- Tiziana Avarista in Big Little Lies - Piccole grandi bugie
- Benedetta Degli Innocenti in Wet Hot American Summer: Ten Years Later
- Perla Liberatori in A cena con il lupo - Werewolves Within